# Hôtel The Principal Edinburgh George Street
The Principal Edinburgh George Street est un hôtel historique, connu depuis plus de 100 ans sous le nom de The George Hotel, situé au 19-21 George Street à Édimbourg, en Écosse.

## Histoire

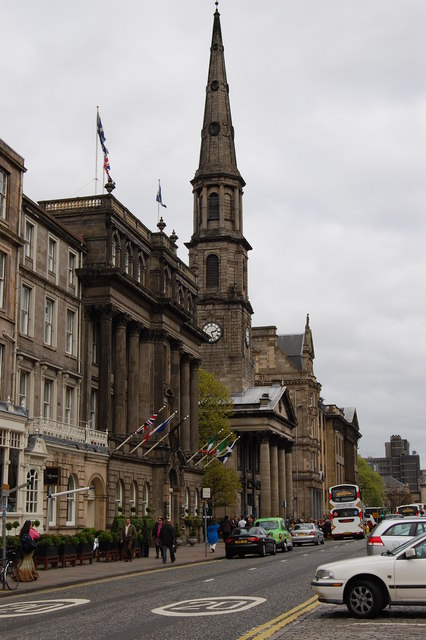
L'hôtel, à côté des églises St Andrew et St George

Les cinq maisons de ville de George Street, qui constituent le noyau historique de l'hôtel ont été construites vers 1780 dans le cadre de la Nouvelle Ville d'Édimbourg, conçue par John Young. Ils sont maintenant un bâtiment classé catégorie A. En 1840, l'architecte David Bryce transforma la rue et le 19, George Street, devint le siège de la compagnie d'assurances Caledonian. C'est aujourd'hui l'entrée principale de l'hôtel.
En 1860, un hôtel ouvrit aux numéros 21 et 23 puis s’étendit progressivement aux étages supérieurs des autres bâtiments. En 1879, la Caledonian Insurance Company s’étendit aux numéros 15 et 17, avec le remodelage effectué par MacGibbon et Ross. En 1881, la partie hôtelière devint le George Hotel. En 1905, l’hôtel a été entièrement rénové, avec l’ajout de luxueuses salles publiques au rez-de-chaussée.
En 1939, la compagnie d’assurance calédonienne déménage et vend ses locaux à l’hôtel George. Le déclenchement de la Seconde Guerre mondiale empêcha toute expansion prévue et les bureaux furent réquisitionnés par les instituts de la marine, de l'armée et de la force aérienne jusqu'en 1946. Les anciens bureaux d’assurance ont finalement ouvert leurs portes en tant qu’hôtel George agrandi en 1950. En 1958, l’hôtel proposa une tour de 17 étages à l’arrière, mais une enquête publique empêcha sa construction. Grand Metropolitan, propriétaire de l’hôtel George, a finalement construit en 1967 une aile arrière moins haute, de 7 étages, conçu par Henry Wylie. Lorsque Grand Metropolitan a racheté les hôtels InterContinental en 1981, la compagnie a inséré le George Hotel dans la division Forum Hotels. Au début des années 90, le George a été réaménagé et transféré au sein de la division haut de gamme Inter-Continental Hotels sous le nom de "George Inter-Continental Edinburgh". InterContinental a vendu le George à la Principal Hotel Company pour 20 millions de livres sterling en juin 2005 et l’hôtel a retrouvé son nom d’origine, avant d’être entièrement rénové en 2006. Il a été élu meilleur hôtel d'Edimbourg au Scottish Hotel Awards 2009.
En 2015-2016, le designer Goddard Littlefair, basé à Londres, a redessiné les intérieurs de l'hôtel,. Le 1er novembre 2016, à l'issue des travaux de rénovation, Principal Hotels a renommé l'hôtel The Principal Edinburgh George Street . En mai 2018, InterContinental Hotels Group a racheté Principal Hotels, et l'hôtel devrait à nouveau être renommé en 2019.

## Clients célèbres
Depuis 200 ans, la propriété est une adresse prestigieuse. À l'époque géorgienne, le poète Robert Burns a effectué de nombreuses visites au numéro 25, de même que l'écrivain Walter Scott. Plus récemment, des personnalités comme Elizabeth Taylor, Omar Sharif, Jack Lemmon et Kylie Minogue y ont séjourné.